# Folke Gräsbeck
Folke Johan Gottfrid Gräsbeck, född 6 oktober 1956 i Åbo, är en finlandssvensk pianist. Han är son till Gottfrid Gräsbeck.
Gräsbeck studerade vid Åbo konservatorium och har företagit studieresor till bland annat Storbritannien. År 1973 vann han första pris i Maj Lind-tävlingen. År 1985 blev han lektor i pianoackompanjemang vid Sibelius-Akademin. År 1997 disputerade han sig till magister och 2008 till doktor — avhandlingen bär namnet pianot i Sibelius tidiga produktion. Han har uppträtt vid konserter och kammarmusikfestivaler samt gjort åtskilliga skivinspelningar. Han har ägnat särskilt Jean Sibelius piano- och kammarmusikverk från ungdomsåren ett ingående intresse: tack vare Gräsbeck har många av dem efter att ha varit bortglömda ånyo fått klingande gestalt vid konserter och på cd-skivor. Sammanlagt har Gräsbeck uppfört över 400 verk av Sibelius.